# Aristelliger lar
Aristelliger lar е вид влечуго от семейство Sphaerodactylidae. Видът е почти застрашен от изчезване.

## Разпространение
Разпространен е в Доминиканска република и Хаити.